# 道格拉斯縣 (南達科他州)
道格拉斯縣（英語：Douglas County）是美國南達科他州東南部的一個縣。面積1,124平方公里。根據美國2000年人口普查，共有人口3,458。縣治阿莫爾 (Armour)。
成立於1873年，以紀念第十六任總統阿伯拉罕·林肯在1860年的競選對手之一、民主黨的史提芬·阿諾德·道格拉斯。